# Mexikanische Badmintonmeisterschaft 1988
Die Mexikanische Badmintonmeisterschaft 1988 fand in Mexiko-Stadt statt. Es war die 42. Auflage der nationalen Titelkämpfe von Mexiko im Badminton.	

## Sieger und Finalisten
| Disziplin    | Gold                       | Silber                                   |
| ------------ | -------------------------- | ---------------------------------------- |
| Herreneinzel | Fernando de la Torre       | Ernesto de la Torre                      |
| Dameneinzel  | María de la Paz Luna Félix | keine Daten                              |
| Herrendoppel | Eugenio Tapia Lorenzo Ruíz | Fernando de la Torre Ernesto de la Torre |
| Damendoppel  | keine Daten                | keine Daten                              |
| Mixed        | keine Daten                | keine Daten                              |